# Мечеть Мекка
Мекка — одна из самых старых и самых больших мечетей, расположена в Хайдарабаде, Индия. Мечеть, как полагают, содержит священные реликвии, одна из которых является волосами Пророка Мухаммеда. Кирпичи, которые являются частью центральной арки, были принесены из святого города Мекки — отсюда и название мечети. Мечеть украшена бельгийскими хрустальными люстрами.

## История
Была построена во время господства Султана Мухаммеда Кутб Шаха, 6-го Султана Хайдарабада. Работа началась в 1617 году и была наконец закончена в 1694 году императором Моголов, Аурангзебом. На постройку потребовалось приблизительно 8000 каменщиков и 77 лет.

## Легенда
Легенда гласит, что султан собрал всех знатных мужей и объявил, что первый камень положит тот, кто не пропускал ни разу ни одной молитвы, но таких не нашлось, тогда султан сам взял в руки камень и положил, так как он сам не пропускал ни одной молитвы с 12 лет.

## Восстановление
Мечеть Мекка входит в список памятников Всемирного наследия, но нехватка обслуживания, рост загрязнений постепенно разрушает структуру мечети. В 1995 году была попытка химического мытья, дабы предотвратить дальнейшее повреждение этой красивой структуры, а администрация, даже пошла навстречу ограничения с 2001 года транспортного движения около мечети.

## Инцидент
Мечеть Мекка стала целью террористов 18 мая 2007 года: во время пятничной молитвы была взорвана бомба, вследствие чего погибло 16 человек и более чем 56 человек были ранены.